# Cujo (roman)
Pour les articles homonymes, voir Cujo.
Cujo est un roman d'horreur écrit par Stephen King et publié en 1981, qui a remporté le prix British Fantasy et a fait l'objet d'une adaptation pour le cinéma en 1983. Dans ce roman, un énorme Saint-Bernard se fait infecter par le virus de la rage et se transforme en redoutable machine à tuer qui piège dans leur voiture une femme et son enfant.

## Résumé
Joe Camber, le seul garagiste de Castle Rock, est un homme assez brutal, rustre, qui vit avec sa femme Charity et leur fils Brett, un garçon de dix ans dont le meilleur ami est un Saint-Bernard d'environ 100 kg : Cujo. L'animal est doux et affectueux jusqu'au jour où, chassant un lapin, il tombe dans une caverne et se fait infecter par le virus de la rage par une chauve-souris. Charity, désireuse de montrer à son fils comment vivent les gens éduqués, part avec Brett rendre visite à sa sœur, laissant son mari seul avec Cujo. Peu de temps après, le chien saute à la gorge de Gary Pervier le voisin alcoolique des Camber, et le tue. Quand Joe Camber découvre le corps de son voisin, il est attaqué à son tour par Cujo et meurt des suites de ses blessures.
Vic et Donna Trenton forment de leur côté un couple en crise car Vic a découvert que sa femme avait une liaison, et Tad, leur garçon de cinq ans, souffre de terreurs nocturnes (le monstre du placard). Alors que Vic s'est absenté quelques jours pour son travail, Donna part avec Tad faire réparer sa vieille Ford Pinto au garage des Camber, très isolé du reste de la ville. Alors qu'ils atteignent la cour des Camber, le véhicule tombe en panne. Cujo commence alors à faire patiemment le siège de la voiture, et Donna est mordue à deux reprises alors qu'elle tente de s'enfuir, réussissant néanmoins à regagner sa voiture. Donna et Tad restent enfermés dans la Pinto pendant trois jours, souffrant de la faim, de la soif et de la chaleur mais n'osant essayer de s'échapper.
Vic alerte la police car il n'arrive pas à joindre son épouse et le shérif Bannerman finit par se rendre au garage des Camber, où il est à son tour tué par Cujo. Alors que Tad est de plus en plus faible, Donna décide finalement de sortir du véhicule et attaque le Saint-Bernard avec une batte de baseball, réussissant à le tuer. Vic arrive à son tour chez les Camber et découvre sa femme s'acharnant sur le corps du chien ainsi que son fils mort de déshydratation sur le siège arrière. Charity Camber apprend avec un certain soulagement la mort de son mari abusif alors que Vic et Donna tentent de surmonter la perte de leur fils.

## Genèse du roman
En 1977, alors qu'il emmenait sa moto à réparer chez un mécanicien vivant « au milieu de nulle part », Stephen King s'est trouvé confronté à un énorme Saint-Bernard qui, d'après son propriétaire, n'était pas du tout agressif mais qui était néanmoins sur le point de l'attaquer. Cette situation, combinée à l'idée d'écrire un roman avec un seul lieu d'action principale, a ainsi donné naissance au livre. Le nom de Cujo provient du surnom que s'était donné William Wolfe, l'un des membres de l'Armée de libération symbionaise.
Le roman a été écrit en grande partie en Angleterre, durant le séjour de l'écrivain dans ce pays en 1977, et il devait à l'origine être publié sous son pseudonyme de Richard Bachman. Dans Écriture : Mémoires d'un métier, King confesse avoir écrit Cujo pendant une période où il buvait énormément et n'avoir gardé que de rares souvenirs de cette période.

## Accueil et distinctions
Le roman est resté 32 semaines (dont cinq à la première place) sur la New York Times Best Seller list, y apparaissant le 16 août 1981. Le Publishers Weekly le classe à la troisième place des meilleures ventes de romans aux États-Unis en 1981.
Il a reçu un accueil favorable de la part des critiques, qui ont loué son réalisme. Sharon Russell note que les personnages « créent eux-mêmes une désastreuse chaîne d'évènements » et que le surnaturel n'y est pas vraiment important. Pour Christopher Lehmann-Haupt, du New York Times, il s'agit du plus cruel et du plus dérangeant récit que King a écrit. Le côté féministe du roman a également été remarqué plusieurs années après sa publication, Carol Senf voyant dans le personnage de Donna « une nouvelle héroïne américaine, une femme forte à laquelle les femmes du XXe siècle peuvent être fières de s'identifier ». Burton Hatlen, professeur à l'université du Maine, note le côté naturaliste du roman et l'effort fourni par King pour créer un personnage féminin héroïque.
Parmi les critiques négatives, celle de Bart Testa, du Globe and Mail, qui trouve l'axe narratif trop restrictif, avec l'héroïne et son enfant coincés dans leur voiture pendant la moitié du livre, et estime que Cujo n'est pas assez effrayant pour un roman d'horreur et pas assez révélateur pour un roman psychologique. Michael R. Collings le considère comme l'un des romans les plus faibles de King, car il est « coincé entre deux types d'histoires » et il y manque « un sens profond, un courant sous-jacent » provenant des décisions des personnages, tous les événements importants arrivant ici accidentellement.
Cujo a remporté le prix British Fantasy du meilleur roman 1982.

## Connexions avec d'autres œuvres de Stephen King
On retrouve dans Cujo le personnage du shérif Bannerman, qui était déjà apparu dans Dead Zone, et l'affaire Frank Dodd, résolue dans ce même roman, est également mentionnée (le lecteur étant d'ailleurs amené à penser que l'esprit de Frank Dodd pourrait posséder le chien). La mort de Bannerman est également évoquée dans La Part des ténèbres ainsi que dans Bazaar. L'histoire de Cujo est pour sa part mentionnée dans le roman court Le Corps, tiré du recueil Différentes Saisons, ainsi que dans Simetierre et une nouvelle fois dans Bazaar. Dans Conte de fée, cette histoire est évoquée comme un œuvre de fiction.
Dans Serpents à sonnettes, issu du recueil Plus noir que noir, le protagoniste est Vic, le père de Tadd qu'on retrouve 40 ans après les évènements de Cujo.

## Adaptation
Un film de Lewis Teague tiré du roman et portant le même nom est sorti en 1983.